# Copa Mundial de Béisbol Sub-15 de 2024
La Copa Mundial de Béisbol Sub-15 de 2024 fue la sexta edición del torneo de béisbol internacional para jóvenes entre 14 y 15 años, organizado por la Confederación Mundial de Béisbol y Sóftbol, conocido antes como Campeonato Mundial Juvenil.

## Participantes
Los siguientes 12 equipos calificaron para el torneo, según la distribución de cupos:
| Competición                                       | Fecha                                     | Sede          | Plazas | Clasificados                                                |
| ------------------------------------------------- | ----------------------------------------- | ------------- | ------ | ----------------------------------------------------------- |
| País anfitrión                                    |                                           |               | 1      | Colombia                                                    |
| Campeonato Europeo de Béisbol Sub-15 de 2023      |                                           | Trnava        | 2      | Países Bajos Italia                                         |
| Campeonato Panamericano de Béisbol Sub-15 de 2024 | 16-21 de marzo de 2024                    | Santo Domingo | 5      | México Nicaragua Puerto Rico República Dominicana Venezuela |
| Campeonato Asiatíco de Béisbol Sub-15             |                                           | Weihai        | 2      | Japón China Taipéi                                          |
| Torneo Clasificatorio de Oceanía                  | 30 de noviembre al 4 de diciembre de 2023 | Hagåtña       | 1      | Guam                                                        |
| Cupo África                                       |                                           |               | 1      | Sudáfrica                                                   |
| TOTAL                                             |                                           |               | 12     |                                                             |

## Sistema de competición
El torneo contará con tres fases divididas de la siguiente manera:
- Primera ronda: Los doce participantes son divididos en dos grupos de 6 equipos, clasificando a la súper ronda los tres primeros de cada grupo, los demás disputaron una ronda de consolidación para definir su posición en el torneo.

- Ronda de consolación: disputada por los tres últimos equipos de la primera ronda de cada grupo, se enfrentarán entre sí para definir su posición en el torneo 7° al 12°

- Súper ronda: Los tres equipos clasificados del grupo 1 de la primera fase se enfrentaran contra cada uno de los dos equipos clasificados del grupo 2.

- Finales: El equipo que finalizó en el 1° lugar de la Súper Ronda se enfrentó ante el equipo del 2° lugar por la medalla de oro y plata, mientras el 3° y 4° lugar se enfrentaron por la medalla de bronce.

## Sedes
| Estadio                   | Aforo | Ciudad       |
| ------------------------- | ----- | ------------ |
| Estadio Édgar Rentería    |       | Barranquilla |
| Estadio Once de Noviembre |       | Cartagena    |

## Ronda de apertura

### Grupo A
| Equipo               | G | P | Av    | Dif |
| -------------------- | - | - | ----- | --- |
| Japón                | 5 | 0 | 1.000 | -   |
| Puerto Rico          | 4 | 1 | .750  | 1.0 |
| Colombia             | 3 | 2 | .600  | 2.0 |
| República Dominicana | 2 | 3 | .350  | 3.0 |
| Italia               | 1 | 4 | .150  | 4.0 |
| Guam                 | 0 | 5 | .000  | 5.0 |

     – Clasificados a la Súper Ronda.

     – Juegan la Ronda de Consolación 7° al 12°.
| Fecha        | Juego | Hora  | Visitante            | Resultado  | Local                |
| ------------ | ----- | ----- | -------------------- | ---------- | -------------------- |
| 16 de agosto | 3     | 15:00 | Guam                 | 0-24 (F/5) | Puerto Rico          |
| 16 de agosto | 5     | 19:00 | República Dominicana | 9-12       | Japón                |
| 16 de agosto | 6     | 19:00 | Colombia             | 11-4       | Italia               |
| 17 de agosto | 7     | 10:30 | República Dominicana | 38-1 (F/5) | Guam                 |
| 17 de agosto | 9     | 15:00 | Japón                | 8-3        | Italia               |
| 17 de agosto | 11    | 19:00 | Colombia             | 6-7 (F/8)  | Puerto Rico          |
| 18 de agosto | 13    | 10:30 | Italia               | 13-1 (F/5) | Guam                 |
| 18 de agosto | 15    | 15:00 | Puerto Rico          | 10-4       | República Dominicana |
| 18 de agosto | 17    | 19:00 | Japón                | 14-3 (F/6) | Colombia             |
| 19 de agosto | 19    | 10:30 | Italia               | 4-11       | Puerto Rico          |
| 19 de agosto | 21    | 15:00 | Guam                 | 0-14 (F/5) | Japón                |
| 19 de agosto | 23    | 19:00 | República Dominicana | 1-2        | Colombia             |
| 20 de agosto | 25    | 10:30 | Puerto Rico          | 2-4        | Japón                |
| 20 de agosto | 27    | 15:30 | Italia               | 4-9        | República Dominicana |
| 20 de agosto | 29    | 19:00 | Guam                 | 1-14 (F/5) | Colombia             |

### Grupo B
| Equipo       | G | P | Av   | Dif |
| ------------ | - | - | ---- | --- |
| China Taipéi | 4 | 1 | .800 | -   |
| Nicaragua    | 4 | 1 | .800 | -   |
| México       | 3 | 2 | .600 | 1.0 |
| Venezuela    | 2 | 3 | .400 | 2.0 |
| Países Bajos | 2 | 3 | .400 | 2.0 |
| Sudáfrica    | 0 | 5 | .000 | 5.0 |

     – Clasificados a la Súper Ronda.

     – Juegan la Ronda de Consolación 7° al 12°.
| Fecha        | Juego | Hora  | Visitante    | Resultado  | Local        |
| ------------ | ----- | ----- | ------------ | ---------- | ------------ |
| 16 de agosto | 1     | 10:30 | Sudáfrica    | 1-13       | México       |
| 16 de agosto | 2     | 10:30 | Países Bajos | 1-11       | China Taipéi |
| 16 de agosto | 4     | 15:00 | Nicaragua    | 4-2        | Venezuela    |
| 17 de agosto | 8     | 10:30 | Nicaragua    | 21-1       | Sudáfrica    |
| 17 de agosto | 10    | 15:00 | Venezuela    | 1-6        | China Taipéi |
| 17 de agosto | 12    | 19:00 | Países Bajos | 3-2        | México       |
| 18 de agosto | 14    | 10:30 | Sudáfrica    | 0-10       | Venezuela    |
| 18 de agosto | 16    | 15:00 | Países Bajos | 2-3        | Nicaragua    |
| 18 de agosto | 18    | 19:00 | México       | 5-1        | China Taipéi |
| 19 de agosto | 20    | 10:30 | Venezuela    | 11-1       | Países Bajos |
| 19 de agosto | 22    | 15:00 | China Taipéi | 18-0       | Sudáfrica    |
| 19 de agosto | 24    | 19:00 | Nicaragua    | 7-1        | México       |
| 20 de agosto | 26    | 10:30 | Sudáfrica    | 5-13       | Países Bajos |
| 20 de agosto | 28    | 15:30 | China Taipéi | 12-0 (F/5) | Nicaragua    |
| 20 de agosto | 30    | 19:00 | México       | 6-3        | Venezuela    |

## Ronda de Consolación

### Consolación 4° al 12°
| Equipo               | G | P | Av    | Dif | CA | CP |
| -------------------- | - | - | ----- | --- | -- | -- |
| República Dominicana | 3 | 0 | 1.000 | -   |    |    |
| Italia               | 3 | 1 | .750  | 0.5 |    |    |
| Venezuela            | 2 | 1 | .667  | 1.0 |    |    |
| Países Bajos         | 1 | 2 | .333  | 2.0 |    |    |
| Sudáfrica            | 1 | 3 | .250  | 2.5 |    |    |
| Guam                 | 0 | 3 | .000  | 3.0 |    |    |

| Fecha        | Juego | Hora  | Visitante            | Resultado | Local                |
| ------------ | ----- | ----- | -------------------- | --------- | -------------------- |
| 22 de agosto |       | --:-- | Guam                 | 8-9       | Sudáfrica            |
| 22 de agosto |       | --:-- | Italia               | 8-4       | Países Bajos         |
| 22 de agosto |       | --:-- | República Dominicana | 5-4       | Venezuela            |
| 23 de agosto |       | --:-- | Sudáfrica            | 4-14      | Italia               |
| 23 de agosto |       | --:-- | Guam                 | -         | Venezuela            |
| 23 de agosto |       | --:-- | Países Bajos         | -         | República Dominicana |
| 24 de agosto |       | --:-- | Guam                 | -         | Países Bajos         |
| 24 de agosto |       | --:-- | Sudáfrica            | -         | República Dominicana |
| 24 de agosto |       | --:-- | Italia               | -         | Venezuela            |

## Súper ronda
Se disputara del 22 al 24 de agosto de 2024 por los tres primeros equipos de cada grupo de la primera ronda.
| Equipo       | G | P | Av    | Dif |
| ------------ | - | - | ----- | --- |
| Puerto Rico  | 3 | 1 | 0.750 | -   |
| Japón        | 3 | 1 | 0.667 | 0.5 |
| China Taipéi | 2 | 2 | 0.500 | 1.0 |
| Nicaragua    | 2 | 2 | 0.333 | 1.5 |
| Colombia     | 1 | 3 | 0.333 | 1.5 |
| México       | 1 | 3 | 0.333 | 1.5 |

     – Juegan por el título mundial sub-15.

     – Juegan por el tercer puesto.
| Fecha        | Juego | Hora  | Visitante   | Resultado | Local        |
| ------------ | ----- | ----- | ----------- | --------- | ------------ |
| 22 de agosto |       | --:-- | Colombia    | 6-2       | México       |
| 22 de agosto |       | --:-- | Puerto Rico | 3-1       | Nicaragua    |
| 22 de agosto |       | --:-- | Japón       | 5-6       | China Taipéi |
| 23 de agosto |       | --:-- | Colombia    | 2-6       | Nicaragua    |
| 23 de agosto |       | --:-- | Puerto Rico | 8-2       | China Taipéi |
| 23 de agosto |       | --:-- | México      | 1-6       | Japón        |
| 24 de agosto |       | --:-- | Colombia    | -         | China Taipéi |
| 24 de agosto |       | --:-- | México      | -         | Puerto Rico  |
| 24 de agosto |       | --:-- | Nicaragua   | -         | Japón        |

## Tercer lugar

### vs.
| Equipo                      | 1 | 2 | 3 | 4 | 5 | 6 | 7 | C | H | E |
| --------------------------- | - | - | - | - | - | - | - | - | - | - |
| 4to Lugar de la Súper ronda | – | – | – | – | – | – | – | 0 | 0 | 0 |
| 3er Lugar de la Súper ronda | – | – | – | – | – | – | – | 0 | 0 | 0 |

## Final

### vs.
| Equipo                      | 1 | 2 | 3 | 4 | 5 | 6 | 7 | C | H | E |
| --------------------------- | - | - | - | - | - | - | - | - | - | - |
| 2do Lugar de la Súper ronda | – | – | – | – | – | – | – | 0 | 0 | 0 |
| 1er Lugar de la Súper ronda | – | – | – | – | – | – | – | 0 | 0 | 0 |

## Posiciones finales
La tabla muestra la posición final de los equipos.
| Pos                            | Equipo | Record |
| ------------------------------ | ------ | ------ |
|                                |        | 0 - 0  |
|                                |        | 0 - 0  |
|                                |        | 0 - 0  |
| 4°                             |        | 0 - 0  |
| Eliminados en la súper ronda   |        |        |
| 5°                             |        | 0 - 0  |
| 6°                             |        | 0 - 0  |
| Eliminados en la primera ronda |        |        |
| 7°                             |        | 0 - 0  |
| 8°                             |        | 0 - 0  |
| 9°                             |        | 0 - 0  |
| 10°                            |        | 0 - 0  |
| 11°                            |        | 0 - 0  |
| 12°                            |        | 0 - 0  |